# Attenti a quei tre (serie televisiva)
Attenti a quei tre (Die Drei) è una serie televisiva tedesca in 27 episodi trasmessi per la prima volta nel corso di 2 stagioni dal 1996 al 1997.

## Trama
Un'agenzia di investigazione di Berlino, gestita da Charlotte Burg, un ex magistrato, Georg Gentz, ex agente del GSG9, e Peter Lombardi, si trova coinvolta in diversi casi.

## Personaggi
- Charlotte Burg (27 episodi, 1996-1997), interpretata da Hannelore Hoger.
- Peter Lombardi (27 episodi, 1996-1997), interpretato da Uwe Bohm.
- Georg Gentz (27 episodi, 1996-1997), interpretato da Zacharias Preen.
- Rolf Kemper, interpretato da	Hanns Zischler.
- Leo Ferch, interpretato da	Ben Becker.
- Jennifer Bruehning, interpretata da Ulrike Krumbiegel.

## Produzione
La serie fu prodotta da Borussia Media, Nostro Film e Sat.1 e girata  a Berlino in Germania. Le musiche furono composte da Frank Fischer e Stefan Carow e Nikolaus Glowna.

### Registi
Tra i registi della serie sono accreditati:
- Bernhard Stephan
- Ralph Bohn
- Heiner Carow
- Dietmar Klein
- Michael Lähn

## Distribuzione
La serie fu trasmessa in Germania dal 1996 al 1997 sulla rete televisiva Sat.1. In Italia è stata trasmessa su Rai 2 con il titolo Attenti a quei tre.
Alcune delle uscite internazionali sono state:
- in Germania il 28 febbraio 1996 (Die Drei)
- in Francia il 23 febbraio 1998
- in Italia (Attenti a quei tre) nel 1998

## Episodi
| Stagione         | Episodi | Prima TV Germania |
| ---------------- | ------- | ----------------- |
| Prima stagione   | 17      | 1996              |
| Seconda stagione | 10      | 1997              |